# Années 1550 av. J.-C.
Les années 1550 av. J.-C. couvrent les années de 1559 av. J.-C. à 1550 av. J.-C.

## Évènements
- Vers 1560 av. J.-C.[1] : règne de Shuttarna Ier, roi du Mitanni[2], formé par la fusion des principautés Hourrites (Hurri ou Hanigalbat) sous le sceptre de Kirta ou de son fils Shuttarna Ier. Le royaume du Mitanni, centré sur la région du Khabur, est créé avec Washshukanni (emplacement non identifié) pour capitale (la date est incertaine). Les Hourrites occupent une place importante dans d’autres villes comme Ougarit ou Karkemish. L’empire du Mitanni domine l’Arménie, la Syrie et l’Assyrie (XVe – XIVe siècles). Il semble qu’un groupe de guerriers indo-européens, armés de chars de guerre, aient joué le rôle de catalyseur : la dynastie régnante porte des noms indo-aryens. Le hourrite reste cependant la langue officielle.
- Vers 1550 av. J.-C. : règne de Huzziya Ier, roi des Hittites, en Anatolie[3]. À la mort d’Ammuna, Huzziya Ier, sans doute un bâtard, tue les héritiers légitimes et s’empare du trône. Mais Ammuna laissait une fille, qui avait épousé un certain Télépinu, qui, se sentant menacé, renverse Huzziya et l’exile, ainsi que ses cinq frères en 1525 av. J.-C.[4]. L’ancien royaume hittite est détruit par les révolutions de palais et les guerres contre ses voisins, Arzawa et Kizzuwatna.